# Observatori d'Antropologia del Conflicte Urbà
L'Observatori d’Antropologia del Conflicte Urbà és un col·lectiu d'investigadors socials fundat el 7 de novembre de 2012 a Barcelona (Espanya).
Actualment l'OACU es dedica a la investigació i a la formació, amb especial èmfasi a l'estudi de la ciutat i un dels seus elements constitutius: el conflicte. Integrat per investigadors i professionals independents o pertanyents a diversos centres d'investigació internacionals, l'OACU té com a principal repte activar i promoure l'estudi de la ciutat fent dialogar les diferents perspectives de l'antropologia urbana: la sociologia, l'arquitectura, l'urbanisme, la geografia humana, la criminologia, etc.

## Objectius
Segons l'Observatori d’Antropologia del Conflicte Urbà, la gran varietat d'activitats quotidianes que poden observar-se a la societat actual fa que els tipus de conflictes existents siguin múltiples, variables i imprevists. Precisament per evitar imprimir al dinamisme i la fluïdesa de la conflictivitat social un caire essencialista, el col·lectiu creu que és imprescindible analitzar el conflicte no només endinsant-se en la seva dimensió social, sinó, sobretot, ubicant-lo en el seu context urbà: la ciutat.
L'OACU afirma que a la ciutat contemporània exerceixen un paper fonamental les relacions de poder, l'espacialitat i el control social que s'imposen sobre els individus, tant determinant com negant l'espontaneïtat de les seves relacions socials. Així, el principal objectiu de l'OACU és aproximar-se operativament a la noció de conflicte adoptant una perspectiva interdisciplinària i comparativa, centrant l'anàlisi en un context local on els processos de negociació d'allò urbà –i la seva declinació a l'esfera social, cultural i política– impliquin una espècie de lluita pel reconeixement dins d'una societat global marcada per imperatius neoliberals.

## Investigació
La investigació portada a terme per l'OACU neix de l'exigència d'entendre i reflexionar sobre les formes que el “conflicte” pren a les ciutats contemporànies. Segons el col·lectiu, la conflictivitat social és inherent a la societat urbana en general, una constant històrica que converteix les ciutats en epicentres de la revolta i de les seves modalitats. A partir d'aquests supòsits i inquietuds, l'OACU pretén, per un cantó, inventariar aquells fenòmens de desacatament quotidià o extraordinari –moltes vegades invisibles– dirigits o inspirats pel rebuig a un ordre espacial, econòmic, polític o social i, per l'altre, etnografiar aquests fenòmens, no tan sols com a mera forma de resistència i oposició en contra del “poder” –a les normatives que el sustenten i a les autoritats que l'executen-, sinó sobretot com a emergència, expressió i eina d'allò urbà.
El col·lectiu afirma que sota aquests fenòmens conflueixen les lluites per l'habitatge, el copyleft, el petit furt quotidià en els grans magatzems, l'autonomia alimentària o la lluita per l'espai públic, és a dir, la generació i conquesta de formes de relació i d'intercanvi paral·leles i combatives davant les condicions de vida en la societat urbana. De la mateixa manera, l'OACU contempla accions de “resistència política” coordinades per veïns, assemblees o grups autònoms, així com aquells fenòmens de deserció que tant han incomodat a les ciències socials per la seva manca de discurs: els motins cíclics en les perifèries de les grans ciutats, els disturbis periòdics vinculats a les celebracions esportives, etc. Per al col·lectiu, tots aquests fenòmens s'associen als mecanismes de dominació urbana i mercantilització de la ciutat engegats per les autoritats i el capital. Aquests mecanismes –afirma l'OACU– prenen forma com a projectes de tematització i patrimonializació de l'espai, turistificant l'entorn i estimulant els processos de privatització espacial, com la gentrificació i l'especulació immobiliària, que acaben expulsant a grans contingents de població.
Actualment l'OACU investiga sobre àmplies temàtiques urbanes, diferents però extremadament relacionades entre si, que poden repartir-se en cinc línies principals:
1. Etnografia de la diferenciació espacial i classes socials
2. Etnografia de les concentracions multitudinàries
3. Etnografia de les elits
4. Antropologia dels buits urbans
5. Antropologia de la ciutat nòmada

## Activitats
Des de l'any de la seva fundació, l'OACU ha organitzat diferents activitats, tant acadèmiques com extra-acadèmiques: jornades, seminaris, conferències, rutes crítiques, presentació de llibres i revistes, cicles de cinema i documentals.
Entre aquestes, destaquen en particular les Jornades Internacionals d’Antropologia del Conflicte Urbà, la primera edició de les quals va ser celebrada del 7 al 10 de novembre de 2012 a la Universitat de Barcelona, organitzada en col·laboració amb el Grup de Recerca sobre Exclusió y Control Socials (GRECS-UB) i el suport de l'Institut Català d’Antropologia (ICA), de l'Inventari del Patrimoni Etnològic de Catalunya (IPEC) i de la mateixa Universitat de Barcelona (UB). La seva segona edició, celebrada de l'11 al 13 d'agost de 2014 a la Universidade Federal do Rio de Janeiro, va ser organitzada en col·laboració amb el Laboratório d'Etnografia Metropolitana (LeMetro) i amb el suport de la Fundação d'Amparo à Pesquisa do Estado do Rio de Janeiro (FAPERJ), entre d'altres.
També cal assenyalar la celebració del seminari "Contra la reificación de tres conceptos claves en el pensamiento urbano", celebrat del 5 al 6 de juny de 2014 a la Universitat de Barcelona i organitzat en col·laboració amb la xarxa Contested Cities i el Grup de Treball sobre Etnografia dels Espais Públics (GTEEP-ICA) i el suport de l'Institut Català d’Antropologia (ICA) i de la Universitat de Barcelona (UB).
Dins de l'oferta de formació complementària del Màster en Antropologia i Etnografia de la Universitat de Barcelona y del Programa de Doctorat en Estudis Avançats en Antropologia Social de la mateixa universitat, l'OACU ha impartit el cicle de seminaris "El Impacto Social de la Arquitectura", organitzat en col·laboració amb el Grup de Recerca en Exclusió i Control Socials (GRECS), el grup d'investigació Perifèries Urbanes (PU-ICA) y el col·lectiu Repensar Bonpastor, desenvolupat en 14 sessions diferents del 8 de gener al 24 de febrer de 2014.
L'OACU porta a terme activitats amb periodicitat mensual, com el "Seminari Permanent", un espai d'anàlisi i debat comparatiu i interdisciplinari sobre diferents temàtiques relacionades amb l'estudi de la ciutat, o el cinema-fòrum denominat La Mirada Anterior, que analitza les mirades que s'han produït des del mitjà audiovisual sobre la ciutat i els conflictes que la caracteritzen.